# Vygon
Vygon ist ein französisches Medizintechnik-Unternehmen mit Hauptsitz in Écouen in der Île-de-France. Es beschäftigt weltweit 2350 Mitarbeiter in 25 Niederlassungen mit sieben Produktionsstätten.

## Geschichte und Entwicklung
Vygon wurde am 1. Dezember 1962 vom belgischen Ingenieur Pierre Simonet in Écouen gegründet. Das Unternehmen entwickelt, produziert und vertreibt Katheter, Drainagen und Absaugkatheter aus Kunststoff. Bereits 1968 gründete Pierre Simonet gemeinsam mit François Briolant die Vygon GmbH und Co. KG als erste ausländische Niederlassung in Aachen. Von 1970 bis 1990 wurden zusätzliche Produktionsstätten in Deutschland, Frankreich und Belgien errichtet und zahlreiche Niederlassungen in ganz Europa sowie in den USA und Indien eröffnet. Im Jahr 2002 gründete Vygon die Niederlassung in Italien und dehnte in den darauf folgenden Jahren seine Aktivitäten im osteuropäischen Raum sowie im Nahen Osten und Japan aus. Um ihre Präsenz in den USA zu stärken, erwarb die Vygon-Gruppe die amerikanischen Unternehmen Advanced Medical Systems und Churchill Medical Products und verlegte ihren amerikanischen Firmensitz nach Montgomer (Pennsylvania). Mit der Übernahme des Motorola-Werkes im englischen Swindon im Jahr 2011 und der Gründung der Niederlassung in Norwegen 2012 baute der Vygon-Konzern seinen europäischen Standort noch weiter aus. Heute entwickelt, produziert und vertreibt Vygon Medizinprodukte aus den Bereichen vaskuläre Zugänge, enterale Ernährung, Beatmung, Regionalanästhesie und Schmerztherapie.

## Vygon in Deutschland
In den Anfangsjahren bestand die Produktionspalette von Vygon Deutschland am Standort Aachen aus Stopfen, Konnektoren und anderen Spritzgussartikeln. Beständiges Wachstum und Innovationen sorgten für eine schrittweise Ausweitung der angebotenen Produkte und Fertigungsprozesse. Dabei entwickelte sich die Aachener Produktion zum Spezialisten für technologisch anspruchsvolle Produkte, mit eigener Extrusion und dem Schwerpunkt auf ein- und mehrlumigen Wirkstoffkathetern für die Neonatologie bis hin zum Erwachsenenbereich, sowie kardiologischen Stimulations- und Ballonkathetern. Heute beschäftigt der Standort in Aachen 300 Mitarbeiter. Die eigene Fertigung erfolgt unter Reinraumbedingungen auf insgesamt 3000 Quadratmetern. Die Produktions- und Vertriebsprozesse sind nach ISO 9001 und ISO 13485 zertifiziert.